# Брукман, Эльза
Эльза Бру́кман (нем. Elsa Bruckmann, урожд. принцесса Кантакузен; 23 февраля 1865, Гмунден — 7 июня 1946, Гармиш-Партенкирхен) — хозяйка литературного салона в Мюнхене, почитательница Адольфа Гитлера.

## Биография
Дочь офицера-улана баварской королевской армии князя Теодора Кантакузена (1841—1895) из древнего византийского дворянского рода Кантакузинов (ветвь Кантакузенов) в 1893 году познакомилась с молодым Гуго фон Гофмансталем и испытала к нему несчастную любовь. В 1898 году Эльза вышла замуж за мюнхенского издателя Гуго Брукмана.
26 января 1899 года на открытии салона Эльзы в Мюнхене Хьюстон Стюарт Чемберлен читал отрывок из своей антисемитской книги «Основы XIX века». Вскоре салон превратился в одно из наиболее популярных мест встреч влиятельных представителей политики, экономики, науки и искусства Германии и просуществовал вплоть до смерти Гуго Брукмана в 1941 году. Эльза принимала гостей в своём салоне по пятницам, сначала в здании издательства мужа на Нимфенбургер-штрассе, 86, с 1908 года — во дворце принца Георга на Каролиненплац, 5, а с 1931 года — на Леопольдштрассе, 10. Гостями салона побывали учёные Норберт фон Хеллинграт, Рудольф Касснер, Адольф Фуртвенглер, Генрих Вёльфлин и Гуго фон Чуди, архитекторы Рудольф Александр Шрёдер, Рихард Римершмид и Пауль Людвиг Троост, предприниматель Эмиль Кирдорф и писатели Райнер Мария Рильке, Гуго фон Гофмансталь и Стефан Георге с членами своего кружка Альфредом Шулером и Людвигом Клагесом. Эльза Брукман изначально придерживалась националистских и антисемитских взглядов, тем не менее, в первые два десятилетия существования её салона в нём бывали реформаторы и левые либералы Гарри Клеменс Ульрих Кесслер и интеллектуалы, позднее преследовавшиеся за еврейское происхождение, как, например, Карл Вольфскель. В салоне Эльзы Брукман иногда бывал Томас Манн.
В 1920 году Эльза Брукман побывала на партийном собрании с участием Адольфа Гитлера в цирке Кроне. Исповедовавшая «народные» и ревизионистские взгляды Брукман мечтала лично познакомиться с Гитлером и вскоре вовлекла его в свой круг общения. Она несколько раз навещала Гитлера в Ландсбергской тюрьме, где тот отбывал наказание за участие в Пивном путче. Как в отношении Гофмансталя и племянника Геллинграта Эльза Брукман испытывала пылкие чувства к Гитлеру и считала себя обязанной оказывать ему всяческую протекцию. Сразу после досрочного освобождения из тюрьмы Гитлер нанёс визит Брукманам. Эльза пригласила его в свой салон, где первую скрипку с этого момента играли Гитлер и другие нацисты Рудольф Гесс, Альфред Розенберг и Бальдур фон Ширах.
Вскоре Эльза Брукман наряду с Еленой Бехштейн стала наиболее влиятельной покровительницей Гитлера, обеспечившей ему ценные экономические контакты. Она приобрела для него вечерний гардероб и модную обувь и пыталась придать ему светский лоск, например, она научила его правильно есть артишоки и омаров и целовать даме руку. Эльза Брукман приобрела мебель и в июне 1925 года открыла новую штаб-квартиру НСДАП на Шеллингштрассе, 50. Позднее она же приобрела часть мебели для представительской квартиры Гитлера на Принцрегентенплац, 16.
Эльза Брукман помогала Гитлеру в работе над вторым томом «Майн кампф». Она часто предоставляла в его распоряжение свой дворец, например, в июле 1927 года для выпускной вечеринки класса племянницы Гитлера Гели Раубаль и для встречи с промышленником Эмилем Кирдорфом, положившей начало финансовой поддержке НСДАП со стороны представителей крупной промышленности. 20 декабря 1927 года во дворце Брукманов отмечали свадьбу Рудольфа Гесса с Ильзой Прёль.
В июне 1932 года Эльза Брукман вступила в НСДАП, причём по указанию Гитлера датой вступления в партию было указано 1 апреля 1925 года, ведь она подавала заявление в партию ещё тогда, но отозвала его по просьбе Гитлера, считавшего, что она может принести больше пользы партии, не являясь её членом.